# Huejotzingo
Huejotzingo è una municipalità dello stato di Puebla, nel Messico centrale, il cui capoluogo è la località omonima.
Conta 63.457 abitanti (2010) e ha una estensione di 175,36 km². 	 	
Il nome della località significa piccolo salice in lingua nahuatl.